# Montchevrier
Montchevrier là một xã ở tỉnh Indre khu vực trung bộ Pháp. Xã này có diện tích 34,7 km², dân số thời điểm năm 1999 là 537 người. Khu vực này có độ cao trung bình 366 mét trên mực nước biển.

## Geography
Thị trấn này có sông Bouzanne.